# Yuka Momiki
Yuka Momiki (籾木 結花 Momiki Yuka?,  nacida el 9 de abril de 1996 en Nueva York) es una futbolista japonesa que juega como delantera en el Leicester City F. C. de la Women's Super League de Inglaterra. Es internacional con la selección de Japón.

## Trayectoria

### Clubes
| Club                     | País           | Año         |
| ------------------------ | -------------- | ----------- |
| Nippon TV Beleza         | Japón          | 2011 - 2020 |
| OL Reign                 | Estados Unidos | 2020        |
| Linköpings FC (préstamo) | Suecia         | 2020        |
| Linköpings FC (préstamo) | Suecia         | 2021        |
| Linköpings FC            | Suecia         | 2022-2023   |
| Leicester City           | Inglaterra     | 2024-act.   |

### Selección nacional
| Selección | País  | Año    |
| --------- | ----- | ------ |
| Absoluta  | Japón | 2017 - |

## Estadística de equipo nacional
| Selección femenina de fútbol de Japón | Selección femenina de fútbol de Japón | Selección femenina de fútbol de Japón |
| Año                                   | Partidos                              | Goles                                 |
| ------------------------------------- | ------------------------------------- | ------------------------------------- |
| 2017                                  | 14                                    | 3                                     |
| Total                                 | 14                                    | 3                                     |